# 36 Ophiuchi
36 Ophiuchi é um sistema estelar triplo a aproximadamente 19.5 anos-luz, na direção da constelação de Ophiuchus.
As estrelas primária e secundária são próximas e identificáveis anãs laranjas da seqüência principal do tipo espectral K0/K1, e a terceira é também uma anã laranja da seqüência principal do tipo espectral K5.
A estrela C (HD 156026) está separada do par A-B por 700", comparado com a mínima separação de 4.6 segundos de arco do par A-B, gerando efeitos nos movimentos do par A-B. Ambas as estrelas A e B possuem ativas cromosferas.